# Stenalcidia cretaria
Stenalcidia cretaria là một loài bướm đêm trong họ Geometridae.